# 老边街道
老边街道，是中华人民共和国辽宁省营口市老边区下辖的一个乡镇级行政单位。

## 行政区划
老边街道下辖以下地区：
通达社区、福安社区、康乐社区、龙山社区和宁园社区。